# Liste der Premierminister der Zentralafrikanischen Republik
Dies ist eine Liste der Premierminister der Zentralafrikanischen Republik.

## Zentralafrikanische Republik als Autonome Region (1958–1960)
| Nr. | Bild | Name (Lebensdaten)                  | Amtszeit         | Amtszeit        | Partei |
| Nr. | Bild | Name (Lebensdaten)                  | Beginn           | Ende            | Partei |
| --- | ---- | ----------------------------------- | ---------------- | --------------- | ------ |
| 1   |      | Barthélemy Boganda (* 1910; † 1959) | 8. Dezember 1958 | 29. März 1959   | MESAN  |
| 2   |      | Abel Goumba (* 1926; † 2009)        | 30. März 1959    | 30. April 1959  | MESAN  |
| 3   |      | David Dacko (* 1930; † 2003)        | 1. Mai 1959      | 13. August 1960 | MESAN  |

## Zentralafrikanische Republik (1960–1976)
| Nr.                                                    | Bild | Name (Lebensdaten)                  | Amtszeit          | Amtszeit         | Partei |
| Nr.                                                    | Bild | Name (Lebensdaten)                  | Beginn            | Ende             | Partei |
| ------------------------------------------------------ | ---- | ----------------------------------- | ----------------- | ---------------- | ------ |
| (3)                                                    |      | David Dacko (* 1930; † 2003)        | 13. August 1960   | 14. August 1960  | MESAN  |
| Amt abgeschafft vom 14. August 1960 bis 1. Januar 1975 |      |                                     |                   |                  |        |
| 4                                                      |      | Elisabeth Domitien (* 1925; † 2005) | 2. Januar 1975    | 7. April 1976    | MESAN  |
| Amt vakant vom 8. April 1976 bis 4. September 1976     |      |                                     |                   |                  |        |
| 5                                                      |      | Ange-Félix Patassé (* 1937; † 2011) | 5. September 1976 | 3. Dezember 1976 | MESAN  |

## Zentralafrikanisches Kaiserreich (1976–1979)
| Nr. | Bild | Name (Lebensdaten)                  | Amtszeit         | Amtszeit           | Partei |
| Nr. | Bild | Name (Lebensdaten)                  | Beginn           | Ende               | Partei |
| --- | ---- | ----------------------------------- | ---------------- | ------------------ | ------ |
| (5) |      | Ange-Félix Patassé (* 1937; † 2011) | 8. Dezember 1976 | 14. Juli 1978      | MESAN  |
| 6   |      | Henri Maïdou (* 1936)               | 14. Juli 1978    | 21. September 1979 | MESAN  |

## Zentralafrikanische Republik (ab 1979)
| Nr.                                                     | Bild      | Name (Lebensdaten)                      | Amtszeit           | Amtszeit           | Partei      |
| Nr.                                                     | Bild      | Name (Lebensdaten)                      | Beginn             | Ende               | Partei      |
| ------------------------------------------------------- | --------- | --------------------------------------- | ------------------ | ------------------ | ----------- |
| (6)                                                     |           | Henri Maïdou (* 1936)                   | 21. September 1979 | 26. September 1979 | MESAN       |
| 7                                                       |           | Bernard Ayandho (* 1930; † 1993)        | 26. September 1979 | 22. August 1980    | MESAN / UDC |
| Amt vakant vom 23. August 1980 bis 11. November 1980    |           |                                         |                    |                    |             |
| 8                                                       |           | Jean-Pierre Lebouder (* 1944)           | 12. November 1980  | 4. April 1981      | UDC         |
| 9                                                       |           | Simon Narcisse Bozanga (* 1942; † 2010) | 4. April 1981      | 1. September 1981  | UDC         |
| Amt abgeschafft vom 2. September 1981 bis 14. März 1991 |           |                                         |                    |                    |             |
| 10                                                      |           | Edouard Franck (* 1934)                 | 15. März 1991      | 4. Dezember 1992   | RDC         |
| 11                                                      |           | Timothée Malendoma (* 1935; † 2010)     | 4. Dezember 1992   | 26. Februar 1993   | FC          |
| 12                                                      |           | Enoch Derant Lakoué (* 1945)            | 26. Februar 1993   | 25. Oktober 1993   | PSD         |
| 13                                                      |           | Jean-Luc Mandaba (* 1943; † 2000)       | 25. Oktober 1993   | 12. April 1995     | MLPC        |
| 14                                                      |           | Gabriel Koyambounou (* 1947)            | 12. April 1995     | 6. Juni 1996       | MLPC        |
| 15                                                      |           | Jean-Paul Ngoupandé (* 1948; † 2014)    | 6. Juni 1996       | 30. Januar 1997    | PUN         |
| 16                                                      |           | Michel Gbezera-Bria (* 1946)            | 30. Januar 1997    | 4. Januar 1999     | parteilos   |
| 17                                                      |           | Anicet Georges Dologuélé (* 1957)       | 4. Januar 1999     | 1. April 2001      | parteilos   |
| 18                                                      |           | Martin Ziguélé (* 1957)                 | 1. April 2001      | 15. März 2003      | MLPC        |
| 19                                                      |           | Abel Goumba (* 1926; † 2009)            | 23. März 2003      | 11. Dezember 2003  | FPP         |
| 20                                                      |           | Célestin Gaombalet (* 1942; † 2017)     | 12. Dezember 2003  | 11. Juni 2005      | parteilos   |
| 21                                                      | Élie Doté | Élie Doté (* 1948)                      | 13. Juni 2005      | 18. Januar 2008    | parteilos   |
| 22                                                      |           | Faustin-Archange Touadéra (* 1957)      | 22. Januar 2008    | 17. Januar 2013    | KNK         |
| 23                                                      |           | Nicolas Tiangaye (* 1956)               | 17. Januar 2013    | 10. Januar 2014    | parteilos   |
| Amt vakant vom 10. Januar 2014 bis 25. Januar 2014      |           |                                         |                    |                    |             |
| 24                                                      |           | André Nzapayeké (* 1951)                | 25. Januar 2014    | 10. August 2014    | parteilos   |
| 25                                                      |           | Mahamat Kamoun (* 1961)                 | 10. August 2014    | 2. April 2016      | parteilos   |
| 26                                                      |           | Simplice Sarandji (* 1955)              | 2. April 2016      | 27. Februar 2019   | parteilos   |
| 27                                                      |           | Firmin Ngrébada (* 1968)                | 27. Februar 2019   | 15. Juni 2021      | MCU         |
| 28                                                      |           | Henri-Marie Dondra (* 1966)             | 15. Juni 2021      | 7. Februar 2022    | MCU         |
| 29                                                      |           | Félix Moloua                            | 7. Februar 2022    | amtierend          |             |